# Music Gets the Best of Me
Music Gets the Best of Me – singel brytyjskiej piosenkarki Sophie Ellis-Bextor z 2002 roku. Utwór promował wznowienie jej debiutanckiej płyty Read My Lips. Do piosenki powstały dwa teledyski.

## Lista ścieżek
- Maxi singel CD[1]

1. „Music Gets the Best of Me” (Single Version) – 3:29
2. „Music Gets the Best of Me” (Flip n Fill Remix) – 6:05
3. „Get Over You” (Almighty Pop'd Up Mix) – 7:14
4. „Music Gets the Best of Me” (Twin Murder Club Mix) – 7:11
5. „Is It Any Wonder” (Jay's Bluesix Radio Edit) – 4:04
6. „Everything Falls into Busface” – 5:07

## Notowania
| Kraj                               | Najwyższa pozycja |
| ---------------------------------- | ----------------- |
| Australia (ARIA Charts)            | 28                |
| Holandia                           | 76                |
| Irlandia (IRMA)                    | 25                |
| Nowa Zelandia (RIANZ)              | 25                |
| Szwajcaria                         | 53                |
| Wielka Brytania (UK Singles Chart) | 14                |
| Włochy                             | 26                |